# Бесприданница
«Бесприда́нница» — пьеса Александра Николаевича Островского. Работа над ней продолжалась в течение четырёх лет — с 1874 по 1878 год. Премьерные спектакли «Бесприданницы» состоялись осенью 1878 года и вызвали протест у зрителей и театральных критиков. Успех пришёл к произведению уже после смерти автора.
Пьеса впервые опубликована в журнале «Отечественные записки» (1879, № 1).

## История создания
В 1870-х годах Александр Островский занимал должность почётного мирового судьи в Кинешемском уезде. Участие в процессах и знакомство с криминальной хроникой давали ему возможность находить новые темы для своих произведений. Исследователи предполагают, что сюжет «Бесприданницы» был подсказан драматургу одним из громких дел, всколыхнувшим весь уезд — им стало убийство местным жителем Иваном Коноваловым своей молодой жены.
Приступая в ноябре 1874 года к новому сочинению, драматург сделал пометку: «Опус 40». Работа, вопреки ожиданиям, шла медленно; параллельно с «Бесприданницей» Островский написал и издал ещё несколько произведений. Наконец, осенью 1878 года пьеса была закончена. В те дни драматург сообщил одному из знакомых актёров:

Пьесу свою я уже читал в Москве пять раз, в числе слушателей были лица и враждебно расположенные ко мне, и все единогласно признали «Бесприданницу» лучшим из всех моих произведений.
Дальнейшие события также свидетельствовали о том, что новая пьеса была обречена на успех: она легко прошла цензуру, журнал «Отечественные записки» начал готовить произведение к публикации, труппы сначала Малого, а затем и Александринского театра приступили к репетициям. Однако премьерные спектакли в Москве и Петербурге завершились провалами; отзывы критиков изобиловали резкими оценками. Лишь через десять лет после смерти автора, во второй половине 1890-х годов, к «Бесприданнице» пришло признание зрителей; оно было связано прежде всего с именем актрисы Веры Комиссаржевской.

## Главные герои

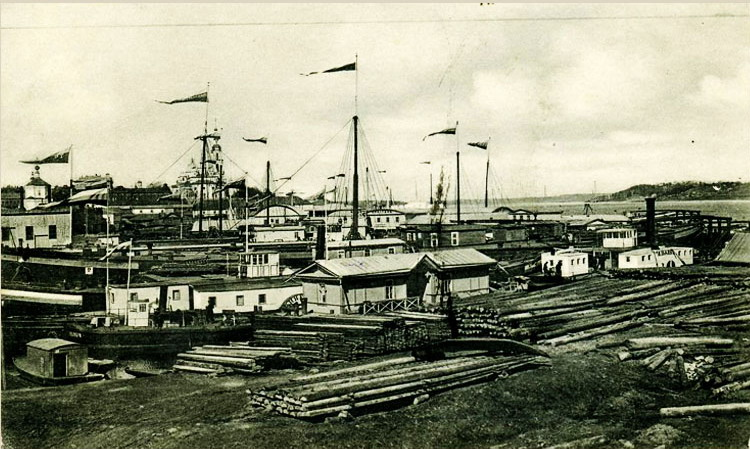
В облике Кинешмы угадываются черты города Бряхимова

- Харита Игнатьевна Огудалова, вдова средних лет; одета изящно, но смело и не по годам.
- Лариса Дмитриевна, её дочь, девица; одета богато, но скромно.
- Мокий Пармёныч Кнуров, из крупных дельцов последнего времени, пожилой человек, с громадным состоянием.
- Василий Данилыч Вожеватов, очень молодой человек, один из представителей богатой торговой фирмы, по костюму европеец.
- Юлий Капитоныч Карандышев, молодой человек, небогатый чиновник.
- Сергей Сергеич Паратов, блестящий барин, из судохозяев, лет за 30.
- Робинзон.
- Илья-цыган.
- Ефросинья Потаповна, тётка Карандышева.
- Гаврило, клубный буфетчик и содержатель кофейной на бульваре.
- Иван, слуга в кофейной.
- Лакей Огудаловой.
- Цыгане и цыганки.

## Сюжет

### Действие первое
Действие происходит на площадке перед кофейней, расположенной в городе Бряхимове на берегу Волги. Здесь беседуют местные купцы Кнуров и Вожеватов. В ходе разговора выясняется, что в город возвращается судовладелец Паратов. Год назад Сергей Сергеевич спешно покинул Бряхимов; отъезд был настолько стремительным, что барин не успел попрощаться с Ларисой Дмитриевной Огудаловой. Та, будучи девушкой «чувствительной», бросилась даже догонять любимого; её вернули со второй станции.
По словам Вожеватова, знающего Ларису с детских лет, главная её беда — отсутствие приданого. Харита Игнатьевна, мать девушки, стремясь найти для дочери подходящего жениха, держит дом открытым. Однако после отъезда Паратова претенденты на роль Ларисиного мужа попадались незавидные: старик с подагрой, вечно нетрезвый управляющий какого-то князя и кассир-мошенник, которого арестовали прямо в доме Огудаловых. После скандала Лариса Дмитриевна объявила матери, что выйдет замуж за первого встречного. Им оказался небогатый чиновник Карандышев. Слушая рассказ коллеги, Кнуров замечает, что эта женщина создана для роскоши; она, подобно дорогому бриллианту, нуждается в «дорогой оправе».
Вскоре на площадке появляются мать и дочь Огудаловы, сопровождаемые Карандышевым. Жених Ларисы Дмитриевны приглашает посетителей кофейни к себе на званый обед. Харита Игнатьевна, видя презрительное недоумение Кнурова, поясняет, что «это всё равно, что у нас — обед для Ларисы». После ухода купцов Юлий Капитонович устраивает невесте сцену ревности; на его вопрос, чем же всё-таки хорош Паратов, девушка отвечает, что видит в Сергее Сергеевиче идеал мужчины.
Когда на берегу раздаётся пушечный выстрел, возвещающий о прибытии барина, Карандышев уводит Ларису из кофейни. Однако заведение пустует недолго: через несколько минут хозяин Гаврило встречает всё тех же купцов и Сергея Сергеевича, прибывшего в Бряхимов вместе с актёром Аркадием Счастливцевым по прозвищу Робинзон. Имя книжного героя, как поясняет Паратов, актёр получил из-за того, что был найден на безлюдном острове. Беседа давних знакомых строится вокруг продажи Паратовым парохода «Ласточка» — отныне её владельцем станет Вожеватов. Кроме того, Сергей Сергеевич сообщает, что собирается жениться на дочери важного господина, а в качестве приданого берёт золотые прииски. Известие о предстоящем замужестве Ларисы Огудаловой заставляет его задуматься. Паратов признаётся, что чувствует небольшую вину перед девушкой, однако теперь «старые счёты покончены». Он решает покутить перед женитьбой.

### Действие второе
События, разворачивающиеся во втором действии, происходят в доме Огудаловых. Пока Лариса переодевается, в комнате появляется Кнуров. Харита Игнатьевна встречает купца как дорогого гостя. Мокий Пармёныч даёт понять, что Карандышев — это не лучшая партия для такой блестящей барышни, как Лариса Дмитриевна; в её ситуации гораздо полезнее покровительство богатого и влиятельного человека. Попутно Кнуров напоминает, что свадебный наряд невесты должен быть изысканным, а потому весь гардероб следует заказать в самом дорогом магазине; все расходы он берёт на себя.
После ухода купца Лариса сообщает матери, что намерена сразу после свадьбы уехать с мужем в Заболотье — дальний уезд, где Юлий Капитоныч будет баллотироваться в мировые судьи. Однако Карандышев, появляясь в комнате, желания невесты не разделяет: его раздражает торопливость Ларисы. В запале жених произносит длинную речь о том, что весь Бряхимов сошёл с ума; извозчики, половые в трактирах, цыгане — все радуются приезду барина, который, промотавшись в кутежах, вынужден продать «последний пароходишко».
Следом наступает черёд Паратова нанести визит Огудаловым. Сначала Сергей Сергеевич душевно общается с Харитой Игнатьевной. Позже, оставшись наедине с Ларисой, интересуется, долго ли женщина способна жить в разлуке с любимым человеком. Девушке мучителен этот разговор; на вопрос, любит ли она Паратова, как прежде, Лариса отвечает — да.
Знакомство Паратова с Карандышевым начинается с конфликта: произнеся поговорку о том, что «один любит арбуз, а другой — свиной хрящик», Сергей Сергеевич поясняет, что русскому языку он учился у бурлаков. Эти слова вызывают возмущение Юлия Капитоновича, который считает, что бурлаки — это грубые, невежественные люди. Разгорающуюся ссору пресекает Харита Игнатьевна: она велит принести шампанского. Мир восстановлен, однако позже, в разговоре с купцами, Паратов признаётся, что найдёт возможность «потешиться» над женихом.

### Действие третье
В доме Карандышева — званый обед. Тётка Юлия Капитоновича, Ефросинья Потаповна, жалуется слуге Ивану, что это мероприятие отнимает слишком много сил, да и расходы чересчур велики. Хорошо, что удалось сэкономить на вине: продавец отпустил партию по шесть гривен за бутылку, переклеив ярлыки.
Лариса, видя, что гости не прикоснулись к предложенным блюдам и напиткам, испытывает стыд за жениха. Кнуров убеждается в глупости Карандышева. Паратов поручает Робинзону, приученному к «заграничным винам ярославского розлива», подпоить Карандышева. Робинзон справляется, сетуя, что вместо вин ему пришлось употреблять какой-то «киндер-бальзам».
Паратов, демонстрируя приязнь по отношению к Карандышеву, соглашается выпить с соперником на брудершафт. Когда Сергей Сергеевич просит Ларису спеть, Юлий Капитонович пытается протестовать. В ответ Лариса берёт гитару и исполняет романс «Не искушай меня без нужды». Её пение производит сильное впечатление на присутствующих. Паратов признаётся девушке, что терзается из-за того, что потерял такое сокровище. Тут же он приглашает барышню ехать за Волгу. Пока Карандышев провозглашает тост в честь своей невесты и ищет новое вино, Лариса прощается с матерью.
Вернувшись с шампанским, Юлий Капитонович обнаруживает, что дом опустел. Отчаянный монолог обманутого жениха посвящён драме смешного человека, который, разгневавшись, способен на месть. Схватив со стола пистолет, Карандышев бросается на поиски невесты и её приятелей.

### Действие четвёртое

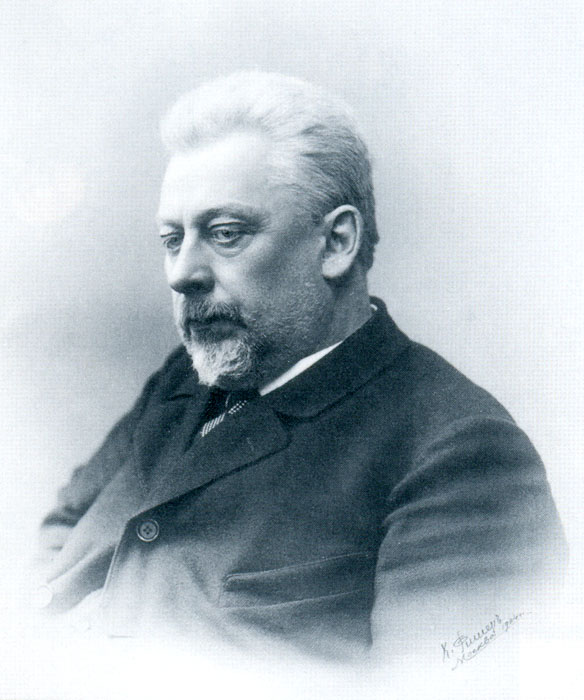
Александр Ленский — первый исполнитель роли Паратова на московской сцене

Вернувшиеся с ночной прогулки по Волге, Кнуров и Вожеватов обсуждают участь Ларисы. Оба понимают, что Паратов не променяет богатую невесту на бесприданницу. Чтобы снять вопрос о возможном соперничестве, Вожеватов предлагает решить всё с помощью жребия. Брошенная монета указывает, что на выставку в Париж Ларису повезёт Кнуров.
Тем временем Лариса, поднимаясь с пристани в гору, вызывает Паратова на откровенный разговор. Её интересует одно: жена она теперь Сергею Сергеевичу или нет? Известие о том, что возлюбленный обручён, становится для девушки потрясением.
Она сидит за столиком неподалёку от кофейни, когда появляется Кнуров. Он приглашает Ларису Дмитриевну во французскую столицу, гарантируя в случае согласия высочайшее содержание и исполнение любых капризов. Следом подходит Карандышев. Он пытается открыть невесте глаза на её приятелей, объясняя, что те видят в ней лишь вещь. Найденное слово кажется Ларисе удачным. Сообщив своему бывшему жениху, что он для неё слишком мелок и ничтожен, барышня запальчиво заявляет, что, не найдя любви, будет искать золото.
Карандышев, слушая Ларису, вынимает пистолет. Выстрел сопровождается словами, ставшими крылатой фразой: «Так не доставайся ж ты никому!». Выбежавшим из кофейни Паратову и купцам Лариса угасающим голосом сообщает, что это она сама застрелилась, но ни на что не жалуется и ни на кого не обижается.

## Сценическая судьба. Отзывы
Премьера в Малом театре, где роль Ларисы Огудаловой исполнила Гликерия Федотова, а Паратовым был Александр Ленский, состоялась |10 (22) ноября 1878 года. Ажиотаж вокруг новой пьесы царил невиданный; в зале, как сообщали позже рецензенты, «собралась вся Москва, любящая русскую сцену», в том числе писатель Фёдор Достоевский. Ожидания, однако, не оправдались: по свидетельству обозревателя газеты «Русские ведомости», «драматург утомил всю публику вплоть до самых наивных зрителей». Это был самый оглушительный провал в творческой биографии Островского.
Первая постановка на сцене Александринского театра, где главную роль сыграла Мария Савина, вызвала меньше уничижительных откликов. Так, петербургская газета «Новое время» признала, что спектакль по «Бесприданнице» произвёл на зрителей «сильное впечатление». Однако говорить об успехе не приходилось: критик того же издания, некто К., сетовал, что Островский потратил много сил на создание мало кому интересной истории о «глупенькой обольщённой девице»:

Жестоко ошибается тот, кто ждал нового слова, новых типов от почтенного драматурга; взамен их мы получили подновлённые старенькие мотивы, получили множество диалогов вместо действия. 

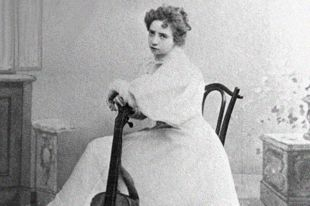
Вера Комиссаржевская в роли Ларисы Огудаловой

Не пощадили критики и актёров, участвовавших в «Бесприданнице». Столичная газета «Биржевые ведомости» (1878, № 325) отметила, что Гликерия Федотова «совсем не поняла роли и играла плохо». Журналисту и писателю Пётру Боборыкину, опубликовавшему заметку в «Русских ведомостях» (1879, 23 марта), в работе актрисы запомнились лишь «рисовка и фальшь от первого шага до последнего слова». Актёр Ленский, по мнению Боборыкина, при создании образа слишком явный акцент сделал на белых перчатках, которые его герой Паратов надевал «без всякой надобности ежеминутно». Михаил Садовский, исполнивший на московской сцене роль Карандышева, представил, по словам обозревателя «Нового времени», «плохо задуманный тип чиновника-жениха».
В сентябре 1896 года пьесу, уже давно снятую из репертуара, взялся реанимировать Александринский театр. Роль Ларисы Огудаловой в исполнении Веры Комиссаржевской вначале вызвала знакомое раздражение рецензентов: они писали, что актриса «играла неровно, в последнем акте ударилась в мелодраматизм». Однако зрители поняли и приняли новую сценическую версию «Бесприданницы», в которой героиня была не между ухажёрами, а над ними; пьеса постепенно начала возвращаться в театры страны.
- 1878 — Малый театр.
- 1878 — Александринский театр. Лариса — Мария Савина.
- 1896 — Александринский театр. Лариса — Вера Комиссаржевская.
- 1927 — Красный театр (Ленинград). Вторая редакция 1933 Пост. Владимир Соловьев, художник М. С. Полярный.
- 1932 — Драматический театр «Комедия» (бывший Театр Корша). Пост. Василия Сахновского и Елизаветы Телешёвой. Лариса — Вера Попова, Карандышев — Анатолий Кторов, Паратов — Николай Соснин, Огудалова — Надежда Борская, Кнуров — Семён Межинский, Вожеватов — Михаил Болдуман, Робинзон — Борис Петкер, Евфросинья Потаповна — Мария Блюменталь-Тамарина.
- 1935 — Большой драматический театр. Пост. Сергея Морщихина, худ. Александр Самохвалов, комп. Михаил Чулаки. Лариса — Ольга Казико.
- 1936 — Государственный академический театр драмы им. А. С. Пушкина, Малая сцена. Пост. Николай Симонов, худ. Николай Сосунов. Лариса — Александра Парамонова.
- 1936 — Ярославский театр. Пост. Аркадий Надеждов, худ. Николай Медовщиков. Лариса — Чудинова.
- 1937 — Народный театр (София). Пост. Николая Массалитинова, худ. Миленков и Георгиев. Лариса — Петрана Герганова, Карандышев — Константин Кисимов, Паратов — Владимир Трандафилов.
- 1939 — Театр им. М. Азизбекова (Баку). Пост. Шарифова, худ. Ефименко. Лариса — Кадри, Паратов — Афганлы, Кнуров — Алиев.
- 1940 — Театр Революции. Пост. Юрия Завадского, худ. Владимир Дмитриев. Лариса — Мария Бабанова, Карандышев — Сергей Мартинсон, Паратов — Михаил Астангов, Кнуров — Осип Абдулов, Огудалова — Анна Богданова.
- 1944 — Саратовский драматический театр им. Карла Маркса. Пост. Андрея Ефремова, худ. Константин Кисимов; Лариса — Валентина Соболева, Карандышев — Иван Слонов, Паратов — Муратов, Кнуров — Карганов, Робинзон — Петров.
- 1944 — Театр им. К. А. Марджанишвили (Тбилиси). Пост. Таблиашвили, худ. Сумбаташвили. Лариса — Верико Анджапаридзе, Карандышев — Георгий Гоцирели, Паратов — Кабахидзе, Огудалова — Сесилия Такаишвили, Кнуров — Шалва Гамбашидзе.
- 1944 — Театр им. Хамзы (Ташкент). Лариса — Ишантураева, Паратов — А. Ходжаев.
- 1946 — Театр им. Г. Сундукяна (Ереван). Пост. Гургена Джанибекяна, худ. Локшин, Лариса — Розанна Вартанян, Паратов — Давид Малян, Огудалова — Ольга Гулазян, Робинзон — Авет Аветисян.
- 1948 — Малый театр. Пост. Константина Зубова, реж. Лев Прозоровский и Борис Никольский, худ. Владимир Козлинский, муз. оформление С. М. Богучевского. Лариса — Констанция Роек, Карандышев — Александр Афанасьев, Паратов — Борис Телегин, Огудалова — Софья Фадеева, Кнуров — Владимир Владиславский, Робинзон — Николай Светловидов, Евфросинья Потаповна — Варвара Рыжова.
- 1948 — Большой драматический театр. Пост. Ильи Шлепянова, худ. Владимир Дмитриев. Лариса — Нина Ольхина, Карандышев — Виталий Полицеймако, Паратов — Бруно Фрейндлих, Вожеватов — Павел Панков, Огудалова — Анна Никритина, Кнуров — Александр Лариков, Робинзон — Василий Софронов. Партия гитары — Сергей Сорокин.
- 1948 — Латвийский театр драмы (Рига). Пост. Веры Балюна. Лариса — Велта Лине, Кнуров — Альфред Амтманис-Бриедитис.
- 1948 — Театр им. А. Лахути (Сталинабад).
- 1950 — Литовский театр драмы (Вильнюс).
- 1951 — Киргизский театр драмы (Фрунзе). Лариса — Кыдыкеева, Карандышев — Саргалдаев, Кнуров — Рыскулов.
- 1952 — Большой драматический театр. Возобновление постановки Ильи Шлепянова. Режиссёр возобновления Исай Зонне. Художник возобновления Илларион Белицкий.
- 1953 — Башкирский театр драмы (Уфа). Реж. Брилль, худ. Калимуллин. Лариса — Бикбулатова.
- 1953 — Театр им. К. С. Станиславского. Реж. Михаил Яншин, худ. Борис Волков. Лариса — Лилия Гриценко, Карандышев — Сергей Маркушев, Паратов — Борис Белоусов, Робинзон — Борис Лифанов.
- 1953 — Театр «Повшехны» (Варшава).
- 1954 — Народный театр (Пловдив).
- 1973 — Одесский драматический театр. Пост. Матвея Ошеровского. Лариса — Светлана Пелиховская.
- 1983 — Татарский государственный Академический театр имени Г.Камала (Казань). Реж. Марсель Салимжанов, худ. Рашит Газеев, муз. Фуат Абубакиров. Лариса — Алсу Гайнуллина, Огудалова — Халима Искандерова, Карандышев — Ринат Тазетдинов, Паратов — Наиль Дунаев, Кнуров — Шаукат Биктемиров, Вожеватов — Ильдус Ахметзянов, Робинзон — Равиль Шарафеев.
- 1997(?) — Воронежский театр драмы. Пост. Анатолия Иванова, худ. Лариса и Михаил Курченко.
- 2002 — Балтийский дом. Постановка Анатолия Праудина, художник Александр Мохов.
- 2008 — Мастерская Петра Фоменко. Постановка Петра Фоменко, художник Владимир Максимов.
- 2012 — Театр на Васильевском (Санкт-Петербург). Постановка Дениса Хусниярова, художник Николай Слободяник, хореография Егор Дружинин.
- 2012 — Малый театр
- 2014 — Московский академический театр им. В. Маяковского. Постановка Льва Эренбурга, художник-постановщик Валерий Полуновский.
- 2018 — Самарский Художественный Театр. Постановка Павла Карташева.

## Художественные особенности
Литературовед Борис Костелянец, изучая историю «Бесприданницы», пришёл к выводу, что негативная реакция современников Островского была связана как с «новаторской природой самой пьесы», так и с теми непростыми взаимоотношениями, что сложились между драматургом и зрителями. Литературный критик Александр Скабичевский писал в середине 1870-х годов, что Островский относится к числу авторов, чьи произведения театральное сообщество всегда исследовало с особой скрупулёзностью. «Бесприданница» стала для Островского «пьесой-исканием»; она «как бы предвосхитила поэтику чеховской драмы». Те же самые упрёки в отсутствии динамики позже услышат от критиков и автор «Чайки», и Лев Толстой, вынесший на суд публики пьесу «Живой труп».

### Главные герои
Лариса, входящая в галерею заметных женских образов литературы второй половины XIX века, стремится к самостоятельным поступкам; она ощущает себя личностью, способной принимать решения. Однако порывы молодой героини сталкиваются с циничной моралью общества, воспринимающего её как дорогую, изысканную вещь.
Девушку окружают четверо поклонников, каждый из которых пытается добиться её внимания. При этом, по мнению исследователя Владимира Лакшина, отнюдь не любовь движет Ларисиными ухажёрами. Так, Вожеватов не сильно сокрушается, когда жребий в виде брошенной монеты указывает на Кнурова. Тот, в свою очередь, готов ждать, пока в игру вступит Паратов, чтобы позже «взять реванш и увезти сломленную героиню в Париж». Карандышев также воспринимает Ларису как вещь; правда, в отличие от соперников, он не желает видеть возлюбленную чужой вещью. Простейшее объяснение всех бед героини, связанное с отсутствием приданого, разбивается темой одиночества, которую несёт в себе молодая Огудалова; её внутреннее сиротство столь велико, что девушка выглядит «несовместимой с миром».
Критики воспринимали Ларису как своеобразное «продолжение» Катерины из пьесы Островского «Гроза» (их объединяет пылкость и безоглядность чувств, приведшая к трагическому финалу); в то же время в ней обнаруживали черты других героинь русской литературы — речь идёт о некоторых тургеневских девушках, а также о Настасье Филипповне из «Идиота» и Анне Карениной из одноимённого романа:

Героинь Достоевского, Толстого и Островского сближают совершаемые ими неожиданные, нелогичные, опрометчивые поступки, диктуемые эмоциями: любовью, ненавистью, презрением, раскаянием.

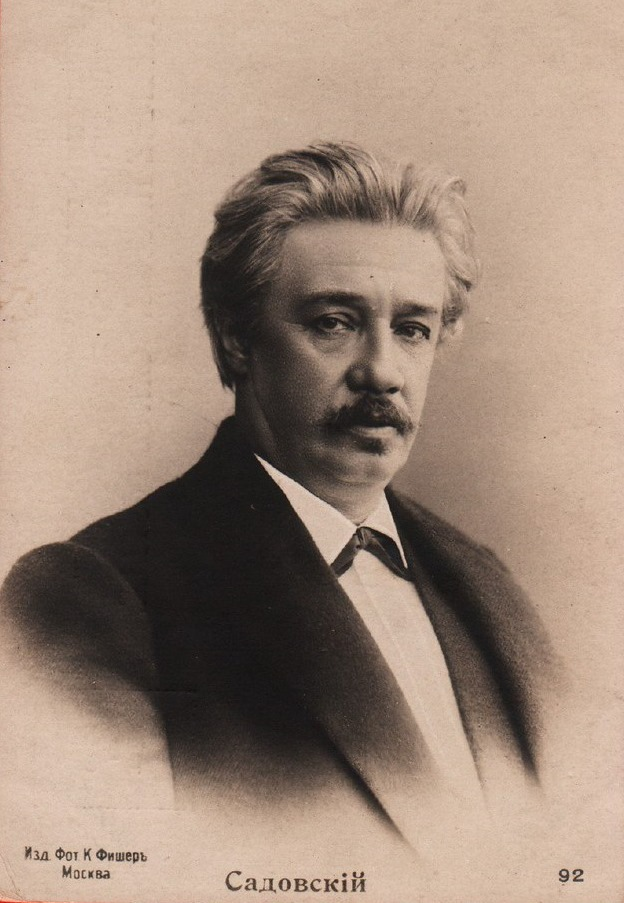
Михаил Садовский — первый исполнитель роли Карандышева в Москве

Карандышев, как и Лариса, беден. На фоне «хозяев жизни» — Кнурова, Вожеватова и Паратова — он выглядит как «маленький человек», которого можно безнаказанно унижать и оскорблять. В то же время, в отличие от героини, Юлий Капитонович не жертва, а часть жестокого мира. Желая связать свою жизнь с Ларисой, он надеется рассчитаться с былыми обидчиками, продемонстрировать им своё моральное превосходство. Ещё до свадьбы он пытается диктовать невесте, как нужно вести себя в обществе; её ответный протест Карандышеву непонятен, углубиться в причины их разногласий он не может, потому что «слишком занят собой».
Проводя параллель между Карандышевым и «униженными» героями Достоевского, исследователи подчёркивают, что Юлий Капитонович бесконечно далёк от Макара Девушкина из романа «Бедные люди» и Семёна Захаровича Мармеладова из романа «Преступление и наказание». Его «литературные братья» — герой повести «Записки из подполья» и Голядкин из «Двойника».

Выстрел Карандышева является действием сложным по своим мотивам и по своим результатам. Можно тут усмотреть всего лишь преступную акцию собственника и эгоиста, одержимого одной мыслью: не мне, так никому. Но можно видеть в выстреле и ответ на тайные мысли Ларисы — сложным путём они проникают в сознание Карандышева, единственного из четырёх мужчин, не желавшего передавать её в чьи-либо руки.

### Образ города

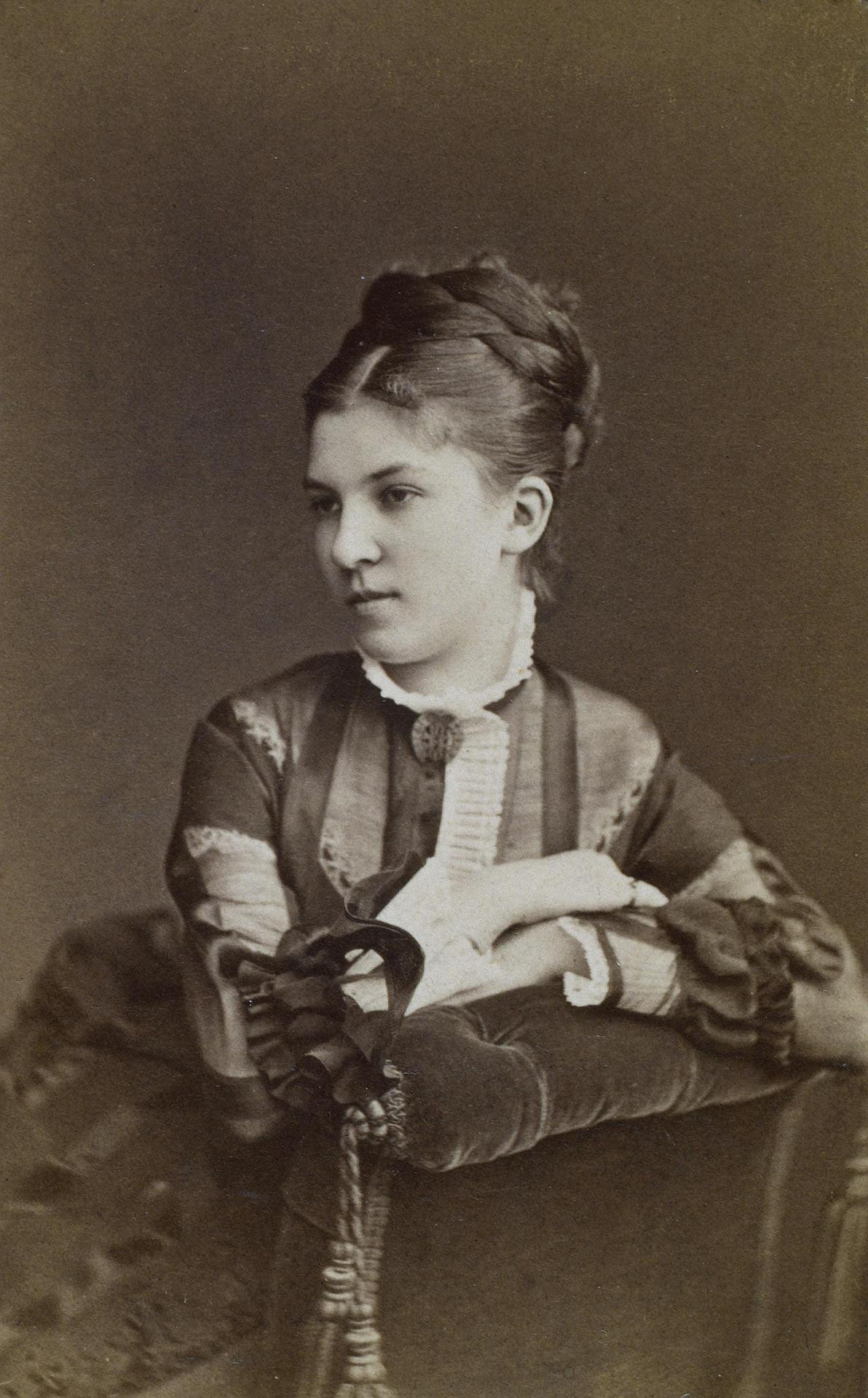
Мария Савина — первая исполнительница роли Ларисы на петербургской сцене

Если судьба Ларисы во многом повторяет историю Катерины, перенесённой из середины XIX столетия в 1870-е годы, то Бряхимов — это развитие образа города Калинова из той же «Грозы». За два десятилетия, отделяющих одну пьесу Островского от другой, основные типы горожан изменились: если прежде в глубинке главенствовал купец-самодур Дикой, то теперь ему на смену пришёл облачённый в европейский костюм «делец новой формации» Кнуров. Вытравляющая вокруг себя всё живое Кабаниха также стала персонажем уходящей эпохи — она уступила своё место «торгующей дочерьми» Харите Игнатьевне Огудаловой. Пасующий перед жизненными реалиями племянник Дикого Борис, согласно веяниям времени, обернулся блестящим барином Паратовым.
При этом темп городской жизни не изменился. Быт в Бряхимове подчинён привычным ритуалам — каждый день обедня, вечерня и долгие чаепития возле самоваров. Затем, по словам буфетчика Гаврилы, город накрывает ощущение «первой тоски», которая снимается долгими прогулками — так, Кнуров «каждое утро бульвар-то меряет взад и вперёд, точно по обещанию».

Всех героев пьесы связывает «общий интерес»: им невыносимо в этом городе. Даже молчаливость Кнурова — свидетельство «конфликтного положения», в которое он вступил с ненавистным Бряхимовым. А Вожеватов? Он тоже в «конфликте с бряхимовской скукой». Ларису гнетёт не только обстановка в её доме, но «вся атмосфера Бряхимова».

### Имена и фамилии персонажей
Борис Костелянец убеждён, что Островский вкладывал в имена и фамилии своих героев особый смысл. Так, Кнуров, согласно авторским ремаркам, — «человек с громадным состоянием». Фамилия персонажа усиливает ощущение мощи, идущей от «крупного дельца»: «кнур» (по Далю) — это боров, кабан. Паратов, которого драматург характеризует как «блестящего барина», также не случайно обрёл свою фамилию на страницах пьесы: «паратыми» называли особо стремительную, неудержимую породу собак.
Харита Игнатьевна, умеющая при необходимости и обмануть, и подольститься, носит фамилию «Огудалова», в основе которой глагол «огудать», означающий «оплести», «облапошить».

## Экранизации
- Первая экранизация состоялась в 1912 году — фильм был снят режиссёром Каем Ганзеном, роль Ларисы Огудаловой исполнила Вера Пашенная.
- К числу наиболее известных киноверсий произведения относится фильм Якова Протазанова, вышедший на экраны в 1936 году.

Лариса в фильме не наделена чертами трагедийной обречённости. <…> В соответствии с замыслом Островского, Лариса представлена режиссёром фильма жизнерадостной, до последней минуты тянущейся к жизни всеми силами своей чувствительной натуры. Чтобы показать такую именно Ларису, авторы фильма раскрывают жизнь её задолго, за целый год до тех событий, с которых начинается пьеса и которые продолжаются всего лишь двадцать четыре часа.
- Телеспектакль Главной редакции литературно-драматических программ ЦТ СССР, реж. Константин Худяков. В ролях: Лариса — Татьяна Доронина, Паратов — Валентин Гафт, Карандышев — Армен Джигарханян.
- Экранизация Эльдара Рязанова «Жестокий романс», вышедшая в 1984 году, вызвала разноречивые оценки критиков. Стремясь защитить режиссёра, Нина Алисова — исполнительница роли Ларисы в фильме Протазанова — напомнила со страниц «Литературной газеты», что «пьесы Островского безграничны, и каждый художник вправе ставить его по-своему»[15].
- В 2011 году вышел телефильм «Бесприданница», как заявлено — снятый по мотивам пьесы, действие которого перенесено в современность, однако, мало имеющий общего с пьесой.[16]

## Музыка
- 1958 — балет «Бесприданница» Александра Фридлендера.
- 1959 — опера «Бесприданница» Даниила Френкеля.
- 2008 — русский мюзикл «Бесприданница» Александра Кулыгина (премьера в театре Геннадия Чихачёва)
- 2014 — мюзикл «Бесприданница» Ефрема Подгайца
- 2022 — балет «Бесприданница» Владимира Баскина (премьера в Челябинском театре оперы и балета, балетмейстер Мария Большакова[17])